# Сыромятники
Сыромя́тники — историческая местность на территории современного Басманного района Центрального административного округа города Москвы.

## История
Название «Сыромятники» получило распространение в XVI веке после образования на правом берегу Яузы к востоку от современного Садового кольца дворцовой Сыромятнической конюшенной слободы, где селились ремесленники, занимавшиеся выделкой сыромятных кож. Название сохранилось и после того, как в XVIII ремесленные цеха от наиболее живописных высоких берегов потеснили дворянские усадьбы, а затем в начале XIX века постройки начали выкупать купцы и промышленники для организации производств. В 1864 г. Сыромятники рассекла ветка Московско-Курской железной дороги, вокруг которой выросли крупные заводы. В результате этих перемен в Сыромятниках сформировалось нетипичное соседство крупных и малых предприятий, парков и барских домов. Рабочие Сыромятников участвовали в волнениях событиях 1905—1907 и 1917 годов, в советские годы Сыромятники (также получившие короткое название «Сыры») были неблагополучным районом с большим числом малообеспеченных жителей и асоциальных элементов. В 2000-х годах в результате джентрификации ряд промышленных предприятий был организован в креативные пространства с музеями, офисами и предприятиями общепита. Подобное обновление прошли «Московская Бавария», завод «Манометр» и Московский газовый завод:
- В начале XIX века городская усадьба Волконских была продана купцу Монину, который спустя 4 года перепродал её купцу Прокофьеву, который в 1810-м году устроил на её территории мёдо-пивоваренную фабрику. В 1821 году усадьба перешла ревельскому купцу 2-й гильдии Фридриху Даниельсону, учредившему там «Пивоварню Даниельсона и Крона». В 1840-х усадьба и фабрика перешли Вильяму Ватсону и Петру Дрейеру, в 1855 — промышленнику Василию Александровичу Кокореву. В середине XIX века западную часть территории усадьбы отсекла линия Московско-курской железной дороги, и пивоварня переместилась на север участка. В 1870-х — 1880-х годах она перешла Русскому товариществу пиво- и медоварения в Москве «Московская Бавария». В советское время производственные площади заняло производство вин, а в современный период в зданиях открылся центр современного искусства «Винзавод»[3][4][5].
- В 1866 году мещанин Фёдор Гакенталь основал в Сыромятниках завод по производству манометров и арматуры, литью бронзы, меди и чугуна. В советские годы предприятие было национализировано и продолжило деятельность как московский приборостроительный завод «Манометр». В 2006 году после переноса производства в заводских постройках открылся центр дизайна Artplay, где расположились архитектурные бюро, дизайн-студии, выставочные площадки, кафетерии и рестораны[5].
- Московский газовый завод был построен в Сыромятниках во второй половине XIX века. На его территории были возведены газгольдеры по проекту Рудольфа Бернгарда, производственные корпуса с перекрытиями инженера Владимира Шухова, конторскими корпусами и другими зданиями по проектам Фёдора Дмитриева, Максима Геппенера, Николая Милюкова, Михаила Степанова Александра Роопа. До середины XX века завод обеспечивал газоснабжение Москвы, а затем производил газовую арматуру. В конце 1990-х годов предприятие практически прекратило выпуск продукции и большая часть помещений была сдана в аренду. Постепенно на территории «Армы» (это название предприятие получило в 1997 году) сформировался кластер компаний из творческих областей, баров и ночных клубов[5][6].

Название «Сыромятники» сохранилось в наименованиях Сыромятнического гидроузла, Сыромятнического проезда, Сыромятнического тоннеля, Сыромятнической набережной, Верхней, Нижней и Новой Сыромятнических улицах, 1-го, 2-го, 3-го и 4-го Сыромятнических переулков.